# Ruminatiestoornis
Ruminatiestoornis is een eetstoornis waarbij de patiënt regelmatig voedsel uit de maag opbrengt (regurgitatie) en herkauwt zonder dat er sprake is van misselijkheid. De aandoening is ingedeeld bij de ontwikkelingsstoornissen omdat deze zich voornamelijk bij (jonge) kinderen voordoet. De naam is afkomstig van het Latijnse ruminare, herkauwen.
Soms wordt het gedeeltelijk al verteerde voedsel uitgespuugd, in andere gevallen weer ingeslikt. De aandoening kan leiden tot ondervoeding en gewichtsverlies, dehydratie en groeiproblemen. In ernstige gevallen kan de dood het gevolg zijn.
Voor de diagnose is vereist dat dit gedrag zich minimaal een maand lang herhaalt, na een periode van normaal eetgedrag. Er moet worden uitgesloten dat het gedrag het gevolg is van een aandoening van het maag-darmstelsel of een aandoening als oesofageale reflux.
De symptomen kunnen zich ook voordoen bij anorexia nervosa of boulimia nervosa. Ook worden ze gezien bij mentale retardatie en sommige pervasieve ontwikkelingsstoornissen.